# The Romance of Rosy Ridge
 The Romance of Rosy Ridge és una pel·lícula estatunidenca dirigida per Roy Rowland el 1947, produïda per la Metro-Goldwyn-Mayer que tracta Sobre una comunitat rural dividida en acabar la American Civil War. Protagonitzada per Van Johnson, Thomas Mitchell, i Janet Leigh en el seu debut com a actriu. Va ser adaptada de la novel·la del mateix nom de MacKinlay Kantor.

## Argument
El 1865, els grangers de la vall de Rosy Ridge, a Missouri, són víctimes d'una ona d'incendis criminals; a punt d'acabar la Guerra de Secessió, els dos "camps" sudista i nordista es passen mútuament la responsabilitat i no aconsegueixen pactar. La família MacBean és sense notícies del fill que ha marxat a la guerra, Ben, del qual espera la tornada; el pare, Gill, veu de mal ull l'arribada d'un estranger, Henry Carson, les raons de la seva presència continuen sent borroses...

## Repartiment
- Van Johnson: Henry Carson
- Thomas Mitchell: Gill MacBean
- Janet Leigh: Lissy Ann MacBean
- Marshall Thompson: Ben MacBean
- Selena Royle: Sairy MacBean
- Dean Stockwell: Andrew MacBean
- Charles Dingle: John Dessark
- Jim Davis: Badge Dessark
- Guy Kibbee: Cal Baggett
- Elisabeth Risdon: Emily Baggett
- Russell Simpson: Dan Yeary
- Marie Windsor: Una noia de Baggett

## Crítica
El director descriu amb justesa els sentiments de la comunitat de Rosy Ridge, trencada de resultes de la Guerra Civil i en plena reconstrucció. Diversos grans moments (entre els quals la revelació, emocionant, de les motivacions del misteriós estranger) puntuen aquesta pel·lícula que marca l'aparició de Janet Leigh, el seu primer paper en el cinema.